# Arcidiocesi di Bobo-Dioulasso
L'arcidiocesi di Bobo-Dioulasso (in latino Archidioecesis Bobodiulassensis) è una sede metropolitana della Chiesa cattolica in Burkina Faso. Nel 2022 contava 219.000 battezzati su 2.052.145 abitanti. È retta dall'arcivescovo Laurent Birfuoré Dabiré.

## Territorio
L'arcidiocesi comprende le province di Kénédougou e Houet nella regione degli Alti Bacini in Burkina Faso.
Sede arcivescovile è la città di Bobo-Dioulasso, dove si trova la cattedrale di Nostra Signora di Lourdes.
Il territorio si estende su 24.415 km² ed è suddiviso in 22 parrocchie.

### Provincia ecclesiastica
La provincia ecclesiastica di Bobo-Dioulasso, istituita nel 2000, comprende le seguenti suffraganee:
- diocesi di Banfora,
- diocesi di Dédougou,
- diocesi di Diébougou,
- diocesi di Gaoua,
- diocesi di Nouna.

## Storia
La prefettura apostolica di Bobo-Dioulasso fu eretta il 15 dicembre 1927 con il breve Expedit di papa Pio XI, ricavandone il territorio dai vicariati apostolici di Bamako e di Ouagadougou (oggi entrambi arcidiocesi).
Il 9 marzo 1937 la prefettura apostolica fu elevata a vicariato apostolico con la bolla Ad Christi regnum dello stesso papa Pio XI.
Il 9 giugno 1942 e il 12 giugno 1947 cedette porzioni del suo territorio a vantaggio dell'erezione rispettivamente delle prefetture apostoliche di Gao (oggi diocesi di Mopti) e di Sikasso (oggi diocesi).
Il 18 ottobre 1951 cedette un'altra porzione di territorio alla prefettura apostolica di Nouna (oggi diocesi di Dédougou).
Il 14 settembre 1955 il vicariato apostolico fu elevato a diocesi con la bolla Dum tantis di papa Pio XII. Originariamente era suffraganea dell'arcidiocesi di Ouagadougou.
Il 18 ottobre 1968 e il 27 giugno 1998 cedette altre porzioni di territorio a vantaggio dell'erezione rispettivamente delle diocesi di Diébougou e di Banfora.
Il 5 dicembre 2000 la diocesi è stata elevata al rango di arcidiocesi metropolitana con la bolla Afrorum ecclesiales di papa Giovanni Paolo II.

## Cronotassi dei vescovi
Si omettono i periodi di sede vacante non superiori ai 2 anni o non storicamente accertati.
- Césaire-Jean-Hippolyte Esquerre, M.Afr. † (11 gennaio 1928 - 18 giugno 1934 dimesso)
- Marcel Paternôt, M.Afr. † (26 ottobre 1934 - 1937 dimesso)
- Louis-Joseph-Ephrem Groshenry, S.M.A. † (17 giugno 1937 - 15 maggio 1941 dimesso)
- André-Joseph-Prosper Dupont, M.Afr. † (8 luglio 1941 - 12 dicembre 1974 dimesso)
- Anselme Titianma Sanon (12 dicembre 1974 - 13 novembre 2010 dimesso)
- Paul Yembuado Ouédraogo (13 novembre 2010 - 18 dicembre 2024 ritirato)
- Laurent Birfuoré Dabiré, dal 18 dicembre 2024

## Statistiche
L'arcidiocesi nel 2022 su una popolazione di 2.052.145 persone contava 219.000 battezzati, corrispondenti al 10,7% del totale.
| anno | popolazione | popolazione | popolazione | presbiteri | presbiteri | presbiteri | presbiteri                | diaconi | religiosi | religiosi | parrocchie |
| anno | battezzati  | totale      | %           | numero     | secolari   | regolari   | battezzati per presbitero | diaconi | uomini    | donne     | parrocchie |
| ---- | ----------- | ----------- | ----------- | ---------- | ---------- | ---------- | ------------------------- | ------- | --------- | --------- | ---------- |
| 1950 | 21.107      | 662.700     | 3,2         | 42         | 1          | 41         | 502                       |         | 13        | 34        | 6          |
| 1957 | 33.744      | 590.411     | 5,7         | 66         | 3          | 63         | 511                       |         | 29        | 64        | 12         |
| 1970 | 23.380      | 409.262     | 5,7         | 65         | 9          | 56         | 359                       |         | 111       | 85        | 9          |
| 1980 | 33.989      | 602.000     | 5,6         | 70         | 17         | 53         | 485                       |         | 86        | 125       | 13         |
| 1990 | 55.509      | 845.000     | 6,6         | 63         | 26         | 37         | 881                       |         | 59        | 136       | 19         |
| 1999 | 80.502      | 898.586     | 9,0         | 62         | 43         | 19         | 1.298                     |         | 52        | 178       | 10         |
| 2000 | 81.220      | 899.022     | 9,0         | 68         | 43         | 25         | 1.194                     |         | 64        | 157       | 10         |
| 2001 | 82.434      | 920.152     | 9,0         | 72         | 48         | 24         | 1.144                     |         | 76        | 174       | 10         |
| 2002 | 83.745      | 925.002     | 9,1         | 71         | 43         | 28         | 1.179                     |         | 80        | 226       | 12         |
| 2003 | 86.846      | 922.025     | 9,4         | 78         | 51         | 27         | 1.113                     |         | 66        | 178       | 12         |
| 2004 | 86.919      | 925.025     | 9,4         | 80         | 51         | 29         | 1.086                     |         | 73        | 194       | 12         |
| 2006 | 99.240      | 1.014.000   | 9,8         | 84         | 55         | 29         | 1.181                     |         | 61        | 188       | 14         |
| 2012 | 155.000     | 1.284.000   | 12,1        | 82         | 62         | 20         | 1.890                     |         | 89        | 192       | 17         |
| 2015 | 212.000     | 1.766.329   | 12,0        | 105        | 78         | 27         | 2.019                     |         | 106       | 222       | 16         |
| 2018 | 206.970     | 1.930.114   | 10,7        | 119        | 85         | 34         | 1.739                     |         | 90        | 222       | 21         |
| 2020 | 219.200     | 2.043.600   | 10,7        | 66         | 66         |            | 3.321                     |         | 37        | 223       | 21         |
| 2022 | 219.000     | 2.052.145   | 10,7        | 98         | 64         | 34         | 2.234                     |         | 69        | 224       | 22         |